# Tinder
A Tinder okostelefonokra kifejlesztett társkereső alkalmazás, amely 2012-ben jelent meg. Az alkalmazás helymeghatározás segítségével talál potenciális partnereket a felhasználónak, akik azt a rendelkezésre álló információk alapján balra ("nem érdekel") vagy jobbra ("érdekel") húzhatják. Ha valaki különösen felkeltette az érdeklődésedet egy szuperkedveléssel ("szuperlike") is kifejezheted. Ha az érdeklődés kölcsönös, akkor a társkeresés sikeresnek mondható.
Az applikációt az IAC társaság fejlesztette ki 2012-ben, és azóta rendkívüli sikernek örvend világszerte, legfőképpen a tizen- és huszonéves korosztály körében.

## Működtetés
Használata a meglévő Facebook felhasználókkal is lehetséges, amely lehetővé teszi a Tinder számára, hogy az adott profilképeket használja, és összegyűjti az általános információkat az adott személyről. A felhasználok helység, közös ismerősök és érdeklődés általi egyezések alapján kerülnek egy "megfelelő" listába, amelynek az a célja, hogy két hasonló érdeklődésű személyt hozzon össze több személy közül. Az összegyűlt személyeket a felhasználónevünk nélkül kedvelhetjük (jobbra húzás), vagy kihagyhatjuk (balra húzás). Ha ez megtörtént és két felhasználó kedveli egymást, akkor az "megfeleléshez" vezet, és a két fél beszélhet egymással az applikáción keresztül.

## Felhasználók
A Tindert világszerte használják, 196 országban, és elérhető több, mint 40 nyelven. 2014 végére már 50 millióra becsülték a felhasználók számát mindegyik hónapban, 12 millió "megfeleléssel" naponta. De ahhoz, hogy ezt a 12 millió "megfelelést" elérjék, 1 milliárd jobbra illetve balra "húzás" szükséges naponta. A minimum életkor legalább 18 év kell legyen, hogy használhassuk a Tindert. 2016 júniusa óta ha egy 18 éven aluli kísérli meg a Tinder használatát, egy kártyával találkozhatnak, amin az áll, hogy a Tinder csapata dolgozik egy korosztályukhoz illő applikáción. 2015-ben több, mint 8 milliárd volt a "megfelelések" száma az applikáció megjelenése (2012) óta.

## Létrejötte
Kezdetben szexpartner keresésére tervezték meg az appot, azonban  terjedésével a különböző országok kultúrája átformálta egy társkereső applikációvá. 
1. ↑  Version16.2.1; Updated on Mar 5, 2025, 2025. március 5. (Hozzáférés: 2025. március 10.)
2. ↑  Version History 16.3.0; Feb 26, 2025, 2025. február 26. (Hozzáférés: 2025. március 10.)